# 11124 Mikulášek
11124 Mikulášek eller 1996 TR9 är en asteroid i huvudbältet som upptäcktes den 14 oktober 1996 av den tjeckiska astronomen Zdeněk Moravec vid Kleť-observatoriet. Den är uppkallad efter den tjeckiske astronomen Zdeněk Mikulášek.